# Mädchenbrunnen (Calau)

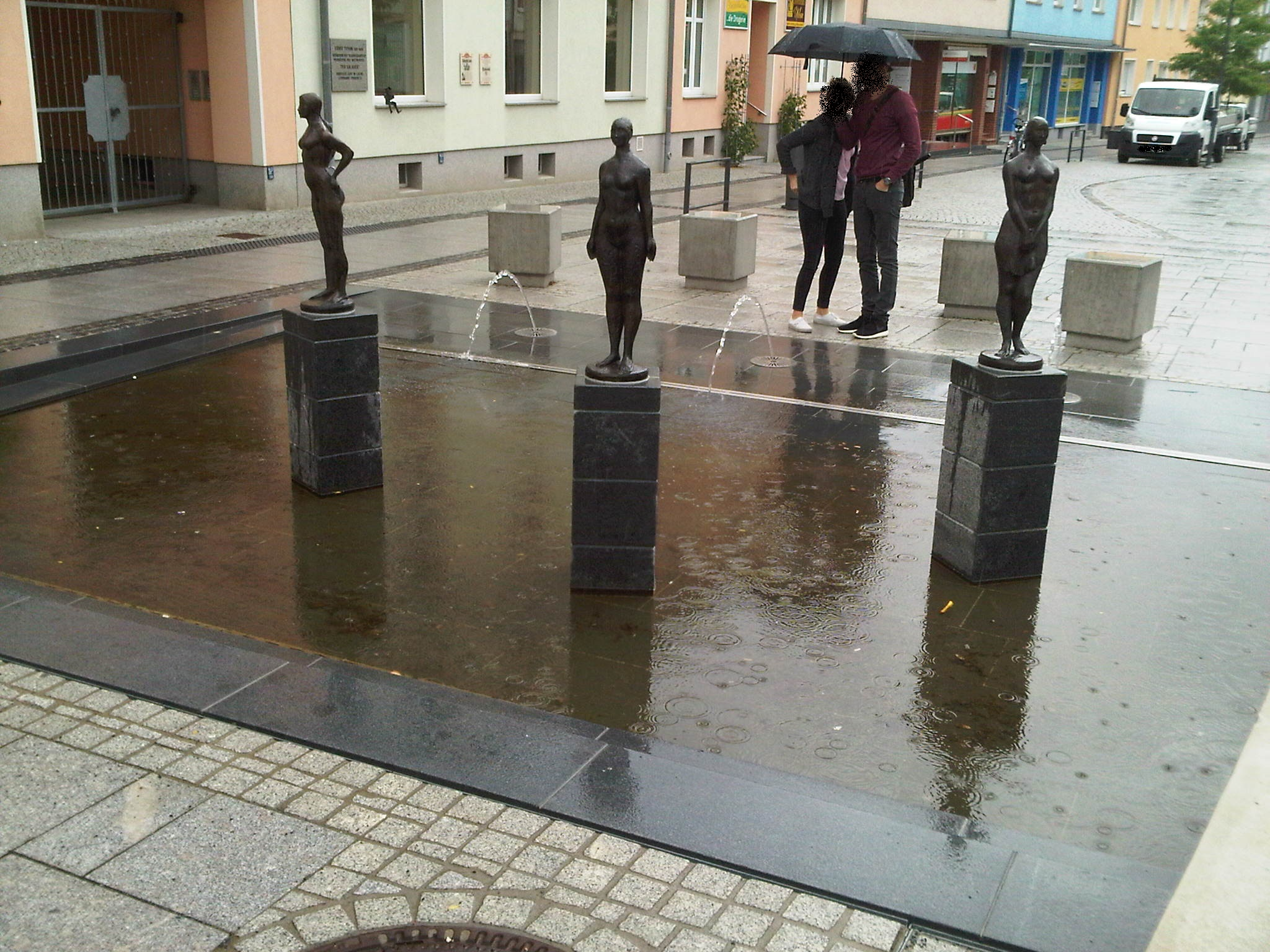
Mädchenbrunnen in Calau

Der Mädchenbrunnen ist ein Werk des Dresdner Bildhauers Ernst Sauer (1923–1988). Er befindet sich in der Innenstadt von Calau im südbrandenburgischen Landkreis Oberspreewald-Lausitz.

## Geschichte
In den 1980er Jahren gestaltete die Stadt Teile der Innenstadt neu. Die Cottbuser Straße sollte dabei zur zentralen Einkaufspassage aufgewertet werden  Im Jahr 1984 begannen die Planungen sowie der Wettbewerb zur Gestaltung des Mädchenbrunnens, mit der man schließlich den Carl-Blechen-Preisträger Ernst Sauer beauftragte. Er schuf drei bronzene Figuren, denen er die Namen Die Schöne, Die Keusche und Die Kesse gab. Sie entstanden in einer Bildgießerei im benachbarten Lauchhammer. Der Brunnen kostete etwa 30.000 Mark.
Im Jahr 2002 wurden zwei Figuren entwendet. Eine fand man wenige Zeit später in einem Waldstück, die zweite tauchte 2008 bei der Sanierung des Calauer Springteichs auf. 2009 stahl man Die Schöne erneut, die trotz Finderlohns erst im August 2012 wieder auftauchte. Ein Bischdorfer Bürger fischte sie aus dem Bischdorfer Teich. Die drei Figuren wurden im Zuge einer DNA-Eigentumsmarkierung mit Künstlicher DNA markiert und auf den Stelen verankert. Der Brunnen ist Bestandteil des Calauer Witzerundwegs.